# Alina Pätz
Alina Pätz (Urdorf, 8 de marzo de 1990) es una deportista suiza que compite en curling, en las modalidades de equipo y de doble mixto. Su hermano Claudio compite en el mismo deporte.
Ganó ocho medallas en el Campeonato Mundial de Curling entre los años 2012 y 2025, dos medallas en el Campeonato Mundial de Curling Mixto Doble, en los años 2011 y 2022, y seis medallas en el Campeonato Europeo de Curling entre los años 2013 y 2024.
Participó en dos Juegos Olímpicos de Invierno, ocupando el cuarto lugar en Sochi 2014 y el cuarto en Pekín 2022, en la prueba femenina.

## Palmarés internacional
| Campeonato Mundial             | Campeonato Mundial          | Campeonato Mundial | Campeonato Mundial |
| Año                            | Lugar                       | Medalla            | Prueba             |
| ------------------------------ | --------------------------- | ------------------ | ------------------ |
| 2012                           | Lethbridge (Canadá)         | Medalla de oro     | Equipo             |
| 2015                           | Sapporo (Japón)             | Medalla de oro     | Equipo             |
| 2019                           | Silkeborg (Dinamarca)       | Medalla de oro     | Equipo             |
| 2021                           | Calgary (Canadá)            | Medalla de oro     | Equipo             |
| 2022                           | Prince George (Canadá)      | Medalla de oro     | Equipo             |
| 2023                           | Sandviken (Suecia)          | Medalla de oro     | Equipo             |
| 2024                           | Sydney (Canadá)             | Medalla de plata   | Equipo             |
| 2025                           | Uijeongbu (Corea del Sur)   | Medalla de plata   | Equipo             |
| Campeonato Mundial Mixto Doble |                             |                    |                    |
| Año                            | Lugar                       | Medalla            | Prueba             |
| 2011                           | Saint Paul (Estados Unidos) | Medalla de oro     | Mixto doble        |
| 2022                           | Ginebra (Suiza)             | Medalla de plata   | Mixto doble        |
| Campeonato Europeo             |                             |                    |                    |
| Año                            | Lugar                       | Medalla            | Prueba             |
| 2013                           | Stavanger (Noruega)         | Medalla de bronce  | Equipo             |
| 2018                           | Tallin (Estonia)            | Medalla de plata   | Equipo             |
| 2019                           | Helsingborg (Suecia)        | Medalla de bronce  | Equipo             |
| 2022                           | Östersund (Suecia)          | Medalla de plata   | Equipo             |
| 2023                           | Aberdeen (Reino Unido)      | Medalla de oro     | Equipo             |
| 2024                           | Lohja (Finlandia)           | Medalla de oro     | Equipo             |